# Heleen Boers
Heleen Boers (19 de diciembre de 1989) es una deportista neerlandesa que compitió en remo. Ganó dos medallas en el Campeonato Europeo de Remo, en los años 2014 y 2015.

## Palmarés internacional
| Campeonato Europeo | Campeonato Europeo | Campeonato Europeo | Campeonato Europeo |
| Año                | Lugar              | Medalla            | Prueba             |
| ------------------ | ------------------ | ------------------ | ------------------ |
| 2014               | Belgrado (Serbia)  | Medalla de bronce  | Dos sin timonel    |
| 2015               | Poznań (Polonia)   | Medalla de plata   | Ocho con timonel   |